# Chowringhee Theatre
Chowringhee Theatre var en historisk brittisk teater i Calcutta i Indien, grundad 1813 och aktiv till 1839. 
Teatern låg vid Chowringhee Road och fick sitt namn efter denna. Flera tillfälliga teatrar hade grundats i staden sedan Calcutta Theatre, men Chowringhee Theatre kom att bli dess första permanenta offentliga teater. Den beskyddades av den brittiske guvernören och kom att bli ett kulturellt centrum, med föreställningar som regelbundet beskrevs i pressen. Det hade plats för 300 personer och var den största teater som byggts i Indien vid den tiden. Det var den första brittiska teater som stod öppen även för en indisk publik, och spelade en roll för att introducera engelskt drama för indierna och stimulera uppkomsten av europeisk teaterkonst i Indien. Teatern brann ned i maj 1839 och ersattes av Sans Souci Theatre (1839-1849), som grundades samma år av Chowringhee Theatres stjärna Esther Leach.